# Kristen Tsai
Kristen Tsai (nacida Tsai Wan-Ting, 11 de julio de 1995) es una deportista canadiense que compite en bádminton. Ganó dos medallas en los Juegos Panamericanos de 2019, oro en dobles y plata en dobles mixto.

## Palmarés internacional
| Juegos Panamericanos | Juegos Panamericanos | Juegos Panamericanos | Juegos Panamericanos |
| Año                  | Lugar                | Medalla              | Prueba               |
| -------------------- | -------------------- | -------------------- | -------------------- |
| 2019                 | Lima (Perú)          | Medalla de oro       | Dobles               |
| 2019                 | Lima (Perú)          | Medalla de plata     | Dobles mixto         |